# Hadi Ahmadi
Hadi Ahmadi (31 luglio 1987) è un attore, scrittore e regista teatrale iraniano.

## Attività
Hadi Ahmadi ha studiato recitazione sotto Hamid Samandarian nel 2011 e ha completato un corso di scrittura con figure come Mohammad Yaghoubi. Ahmadi è attivo in diversi campi, tra cui scrittura, recitazione e regia. Ha scritto cortometraggi come Unframed. Inoltre, ha recitato in opere come Wooden Crow. La sua performance nello spettacolo Wooden Crow ha attirato l'attenzione del pubblico armeno al Festival teatrale HighFest in Armenia.
Nel 2017, ha ricevuto il premio come Miglior Attore al 6° Shahr Theater Festival per la recitazione, la regia e la scrittura dello spettacolo False Singing at Fakhrabad Crossroad. Ha inoltre vinto il premio come Miglior Attore al 5° Omid Theater Festival per la sua interpretazione in The Story of Mr. Peter Semyonovich.
Nel cinema, Ahmadi ha recitato in film come Lantouri e Imaginary ("Tassavor"), quest'ultimo proiettato al Festival di Cannes nel 2022.